# مخابرات نپال
شرکت نپال دورسانچر (به انگلیسی: Doorsanchar Company Ltd)، (به‌نپالی: नेपाल दूरसञ्चार कम्पनी लिमिटेड)، معروف به مخابرات نپال (به‌نپالی: नेपाल टेलिकम) ارائه دهنده خدمات مخابراتی دولتی در نپال با ۹۱٫۴۹٪ سهام دولتی است. این شرکت تا سال ۲۰۰۳ میلادی، زمانی که اولین اپراتور بخش خصوصی (United Telecom Limited UTL) شروع به ارائه خدمات اساسی تلفن کرد، در انحصار این شرکت بود. دفتر مرکزی مخابرات نپال در Bhadrakali Plaza، در کاتماندو پایتخت نپال واقع شده‌است.
شرکت مخابرات نپال دارای صرافی و دفاتر دیگر در ۱۸۴ مکان در داخل کشور نپال است. این شرکت تنها ارائه دهنده خدمات خط ثابت، ISDN و خدمات اجاره ای در نپال است.
پس از ورود اِن‌سِل (به انگلیسی: Ncell) (که قبلاً Mero Mobile نامیده می‌شد) به صنعت ارتباطات از راه دور نپال در سال ۲۰۰۵میلادی، باعث شد شرکت دورسانچر (یا همان مخابرات نپال) تنها ارائه دهنده خدمات مخابراتی در کشور نپال نباشد و حال یک رقیب جدید داشت.
این شرکت با بیش از ۵۴۰۰ کارمند یکی از بزرگترین شرکت‌های نپال است. در ماه ژانویه ۲۰۱۱میلادی، در مجموع ۲۶۲مرکز ارتباط تلفنی در مناطق مختلف کشور نپال با ۶۰۳۲۹۱ عدد خط PSTN، بیش از ۵ میلیون خط تلفن همراه و بیش از یک میلیون خط تلفن CDMA ارائه شد.
بر اساس آمارهای جدید به دست آمده، حدود ۲۰ میلیون کاربر مخابرات نپال وجود دارد که شامل همه دسته‌های کاربران تلفن ثابت، تلفن همراه GSM , CDMA و سرویس اینترنت است. مخابرات نپال راه‌اندازی اینترنت 4G LTE که یکی از خدمات مدرن اینترنت تلفن همراه است را در تاریخ ۱ ژانویه ۲۰۱۷میلادی برای استفاده عموم مردم این کشور راه‌اندازی کرد.
این شرکت اولین اپراتور در کشور نپال بود که توانست اینترنت ۴جی LTE در نپال بر تکنولوژی باند فرکانس خنثی ۱۸۰۰ مگاهرتز به عنوان استاندارد برای ۴جی در Nepal.Till تاریخ ۴جی تنها در دسترس است شرکت کاتماندو و پخارا در ژوئیه ۲۰۱۹میلادی مخابرات نپال برای اولین بار سرویس VoLTE را با موفقیت در نپال آزمایش کرد. طبق گزارش MIS که توسط اداره مخابرات نپال منتشر شده‌است در آوریل ۲۰۱۹میلادی، مخابرات نپال بزرگترین مشترکین اینترنتی که به وسیله سیم تلفن یا همان کابل را در اختیار دارد، که معادل ۲۱۱٫۵۱۳ معادل ۸۴٪ کل مشترکین اینترنت در کل کشور نپال است.
به همین ترتیب، مخابرات نپال به عنوان تنها تأمین کننده ارائه خدمات وایمکس(WiMAX)، تا پایان آوریل ۲۰۱۹ میلادی حدود ۸۷۹۷۷ مشترک جذب سرویس وایمکس در این کشور شدند.
در ۲ اُکتبر ۲۰۱۹ میلادی، مخابرات نپال خدمات ۴جی خود را به ۶۰ شهر از ۳۷ منطقه گسترش داد که توسط نخست‌وزیر وقت کشور نپال به نام شارما اولی افتتاح شد.
در زمان تأسیس به عنوان مخابرات شناخته می‌شد، نام آن در سال ۱۹۶۹میلادی به هیئت توسعه مخابرات تغییر یافت. پس از تصویب قانون شرکت ارتباطات درسال ۱۹۷۱میلادی، به‌طور رسمی به عنوان یک شرکت کاملاً دولتی به نام شرکت مخابرات نپال در سال ۱۹۷۵میلادی تأسیس شد. پس از آن شرکت ارتباطات از راه دور نپال به یک شرکت سهامی عام تبدیل شد.
| نام اپراتور                      | مخابرات نپال                                                                                          |
| نام شبکه (GSM موبایل پس پرداخت)  | (NTC Mobile (429-01^NPL                                                                               |
| نام شبکه (موبایل پیش پرداخت GSM) | (Namaste (429-01^NPL                                                                                  |
| نام شبکه (موبایل CDMA)           | تلفن ماهواره ای(۴۲۹–۰۳)                                                                               |
| فناوری                           | GSM 900 (GPRS , EDGE) , UMTS (HSDPA , HSUPA , HSPA +)، LTE، پهنای باند، تلفن ماهواره ای، WiFi Hotspot |
| وضعیت شبکه                       | شروع به کار از مِی۱۹۹۹میلادی                                                                           |

## ساختار اشتراکی
| دولت نپال          | ۹۱٫۴۹٪ |
| مردم عادی          | ۸٫۴۸٪  |
| ناگاریک لاگانی کوش | ۰٫۰۳٪  |

## خدمات
- اجاره خط تلفن
- آی‌سی‌دی‌اِن(ISDN)
- تلفن همراه جی‌اس‌اِم(GSM)
- تلفن ثابت
- CDMA EV-DO
- اینترنت هوشمند نسل۳ (۳جی)
- اینترنت هوشمند نسل ۴(4G LTE)
- خدمات جی‌پی‌آراِس(GPRS)
- اِی‌دی‌اس‌اِل(ADSL)
- وایمکس(WiMAX)
- MPOS
- فیبرنوری

1. ↑  "Brief Introduction" (Press release). Archived from the original on 15 March 2017. Retrieved 17 November 2020.
2. ↑  «All telecom companies in Nepal to be Public, NTA Cross Holding Report». TechSansar.com (به انگلیسی). دریافت‌شده در ۲۰۲۰-۱۱-۱۷.
3. ↑  «نسخه آرشیو شده» (PDF). بایگانی‌شده از اصلی (PDF) در ۷ آوریل ۲۰۲۰. دریافت‌شده در ۱۷ نوامبر ۲۰۲۰.
4. ↑  «Total Internet subscribers in Nepal in 2019» (به انگلیسی). از پارامتر ناشناخته |نام سایت= صرف‌نظر شد (کمک)
5. ↑  «4G LTE starts in Nepal from Nepal Telecom's Postpaid Service • TechSansar.com». TechSansar.com (به انگلیسی). دریافت‌شده در ۲۰۲۰-۱۱-۱۷.
6. ↑  «Total Internet subscribers in Nepal in 2019» (به انگلیسی).
7. ↑  «NT WiMAX? Where did Nepal Telecom failed? - Telecomkhabar». web.archive.org. ۲۰۱۹-۰۷-۲۵. بایگانی‌شده از اصلی در ۲۵ ژوئیه ۲۰۱۹. دریافت‌شده در ۲۰۲۰-۱۱-۱۷.
8. ↑  «Nepal Telecom launches 4G in 60 cities of 37 districts». NepaliTelecom (به انگلیسی). ۲۰۱۹-۱۰-۰۲. دریافت‌شده در ۲۰۲۰-۱۱-۱۷.

- وب سایت رسمی